# NGC 60
NGC 60 es una galaxia espiral localizada en la constelación de Piscis. Es conocida por sus brazos espirales inusualmente distorsionados, que comúnmente se deben a los efectos gravitacionales de las galaxias vecinas, pero no hay galaxias alrededor de NGC 60 para permitir esto.

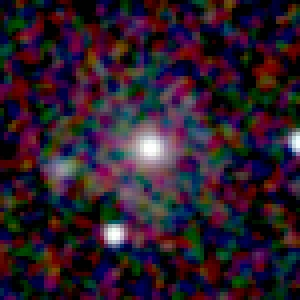
NGC 60 (2MASS)